# Ali Adel Al-Saadi
Ali Adel Al-Saadi Al-Yafei (* 17. Mai 1996) ist ein Badmintonspieler aus Katar. 

## Karriere
Ali Adel Al-Saadi nahm 2014 an den Asienspielen teil, schied dort jedoch bei seinem Start im Herreneinzel in der ersten Runde aus, wobei er gegen Nguyễn Tiến Minh aus Vietnam mit 3:21 und 2:21 unterlag. Bei den Bahrain Juniors 2013 schied er im Einzel und im Doppel ebenfalls in der ersten Runde aus.